# Carol Kaye
Carol Kaye, född 24 mars 1935 i Everett, Washington, är en amerikansk musiker.

## Biografi
Carol Kaye är gitarrist och basist och var en av de mest prominenta medlemmarna av vad som senare, av trummisen Hal Blaine döptes till "The Wrecking Crew". Dessa var en samling studiomusiker verksamma i Kalifornien som medverkade på tusentals musikinspelningar och hitsinglar, särskilt under 1960-talet, men även 1970-talet och framåt. Hon har bland annat samarbetat med Phil Spector, The Beach Boys, Ray Charles, Barbra Streisand och The Supremes.
Hon började verka som studiogitarrist på 1950-talet. En av hennes tidiga inspelningar där hon medverkar på kompgitarr var Richie Valens "La Bamba" 1957. Hon började spela bas i och med att en basist inte dök upp vid en inspelningssession 1963, och Kaye erbjöds då ta över som basist. Hon uppskattade detta då hon gavs mer frihet att skapa egna slingor med basen än med gitarr.
Kayes basspel kan höras på kända hitlåtar som "You've Lost That Lovin' Feelin'" (The Righteous Brothers", 1965), "Help Me, Rhonda", "California Girls" (The Beach Boys, 1965), "These Boots Are Made for Walkin'" (Nancy Sinatra, 1966), "River Deep – Mountain High" (Tina Turner, 1966), "I Am a Rock" (Simon and Garfunkel, 1966), "The Beat Goes On" (Sonny & Cher, 1967), "I Was Made to Love Her" (Stevie Wonder, 1967), "The Son of Hickory Holler's Tramp" (O.C. Smith, 1968) och "Wichita Lineman" (Glen Campbell, 1968). Hon spelade även bas på temamusiken till TV-serier som "Mission Impossible" och "Batman" och filmmusik. Hon har även utgivit läroböcker i konsten att spela bas.